# Ида у сак
Ида у сак (также ида-у-сахак, даусак, дауссак; англ. dawsahak) — один из диалектов (или языков) юго-западной туарегской группы туарегской ветви берберской семьи.
Распространён в пустынных районах Сахары на востоке Мали (на границе с Нигером) в юго-восточной части территории области Гао (в районе городов
Менака и Андерамбукан). Численность говорящих на ида у сак вместе с носителями других идиомов юго-западного туарегского ареала в Мали составляет около 340 тыс. человек (2005).

## Классификация
Ида у сак вместе с идиомами танеслемт (томбукту), тадгхак (ифогха, тадрак, кидаль), арокас (кель арокас), игухадарен (имажогхен) и игхауилен образуют группу диалектов (или языков) юго-западного туарегского ареала. Традиционно все эти идиомы, включая ида у сак, рассматриваются как диалекты одного языка тамашек. Такая точка зрения согласуется, в частности, с данными лексикостатистики. В то же время в ряде исследований туарегских языков юго-западные туарегские идиомы выделяются как самостоятельные языки, или же группируются в два языка — тадхак и тимбукту.
Согласно классификации туарегских языков А. Ю. Айхенвальд и А. Ю. Милитарёва, ида у сак вместе с близкими ему языками игхауилен и имажогхен (игухадарен) образуют группу тамажек в составе южной группы туарегской ветви. Этой группе противопоставлены языки тамашек (хейауа, западный тауллеммет, такарангат, тадгхак (ифогхас), танеслемт) и язык кель арокас.

## Социолингвистические сведения
На языке/диалекте ида у сак говорят представители этнической общности ида у сак. По сведениям Анри Лота, туареги этой группы являются потомками племён ида у сахак (дауссак). Ранее представители ида у сак, вероятнее всего, были пастухами иуллеммеденов (предков современного народа юллемиден), из-за чего им не разрешалось носить копья и участвовать в сражениях. Несколько обособленное положение ида у сак среди других туарегов можно объяснить иноплеменным происхождением.